# Dance Club Songs
Dance Club Songs — хіт-парад танцювальної (раніше диско) музики Billboard, також відомий як Club Play Singles, раніше йменувався Hot Dance Club Play і Hot Dance/Disco, що формується на основі даних про популярні треки, які популярні в нічних клубах США. Він формується на основі даних, що надаються щотижня клубами та діджеями, які офіційно мають статус Billboard reporting DJ.

## Історія
Hot Dance Club Songs з'явився в 1974 році і називався тоді Disco Action. Спочатку він містив 10 композицій, розташованих на основі ротації в клубах Нью-Йорка, а потім і інших штатів. 28 серпня 1976 він перетворився на чарт з 30 місць і змінив назву на National Disco Action Top 30. У 1979 кількість місць зросла до 60, потім до 80 і, нарешті, до 100. У 1981 році кількість знову скоротилася до 80.
16 березня 1985 року чарт був розділений на Hot Dance/Disco, який включалися треки, програваних в клубах (50 місць), і Hot Dance Singles Sales, який складається на основі продажів (також 50 місць).
Ці два чарту функціонують донині, але їх назви змінилися на Hot Dance Club Songs і Hot Dance Single Sales. В 2003 році з'явився Hot Dance Airplay, формування якого відбувається на основі даних про ротації танцювальних треків на семи радіостанціях, які базуються на цьому музичному напрямі.

## Рекорди чарта
Найбільша кількість синглів #1 в Hot Dance Club Songs
1. Madonna — 46
2. Ріанна — 24
3. Бейонсе — 22
4. Джанет Джексон — 19
5. Мерая Кері — 17
5. Донна Саммер — 17
7. Kristine W — 16
8. Дженніфер Лопес — 16
9. Кеті Перрі — 15
10. Леді Гага — 14
11. Dave Audé — 13
12. Вітні Г'юстон — 13
13. Енріке Іглесіас — 13
14. Кайлі Міноуг — 13
15. Pitbull — 13
16. Дебора Кокс — 10
17. Pet Shop Boys — 10